# Tim Kloss
Tim Kloss (* 5. Juni 2004) ist ein deutscher Fußballspieler, der bei Viktoria Köln unter Vertrag steht.

## Karriere
Tim Kloss durchlief Jugendstationen beim FC Bayern München und beim TSV 1860 München.
Ab März 2023 spielte Kloss für die zweite Mannschaft der Löwen in der fünftklassigen Bayernliga Süd.
Zur Saison 2023/24 stand er im Profikader der 3. Liga beim TSV 1860 München. Hier kam er am ersten Spieltag bei einem 2:0-Sieg gegen Waldhof Mannheim zu seinem ersten Profieinsatz. Im Spiel gegen den 1. FC Saarbrücken am 34. Spieltag der 3. Liga schoss Kloss sein erstes Tor für die Münchner zum 1:1-Endstand.
Im Sommer 2025 verließ Kloss den TSV 1860 München nach acht Jahren und wechselte innerhalb der 3. Liga zu Viktoria Köln.